# ピリミドン
ピリミドン(Pyrimidone)は、C4H4N2Oの化学式を持つ2つの複素環式化合物、2-ピリミドンと4-ピリミドンに与えられた名前である。この化合物は、それぞれ2-ヒドロキシピリミジン、4-ヒドロキシピリミジンとも呼ばれる。

## 誘導体
ピリミドンの誘導体は、以下のような多くの生体分子の基礎となる。
- シトシン等の核酸塩基
- メタルビタール等のバルビツール

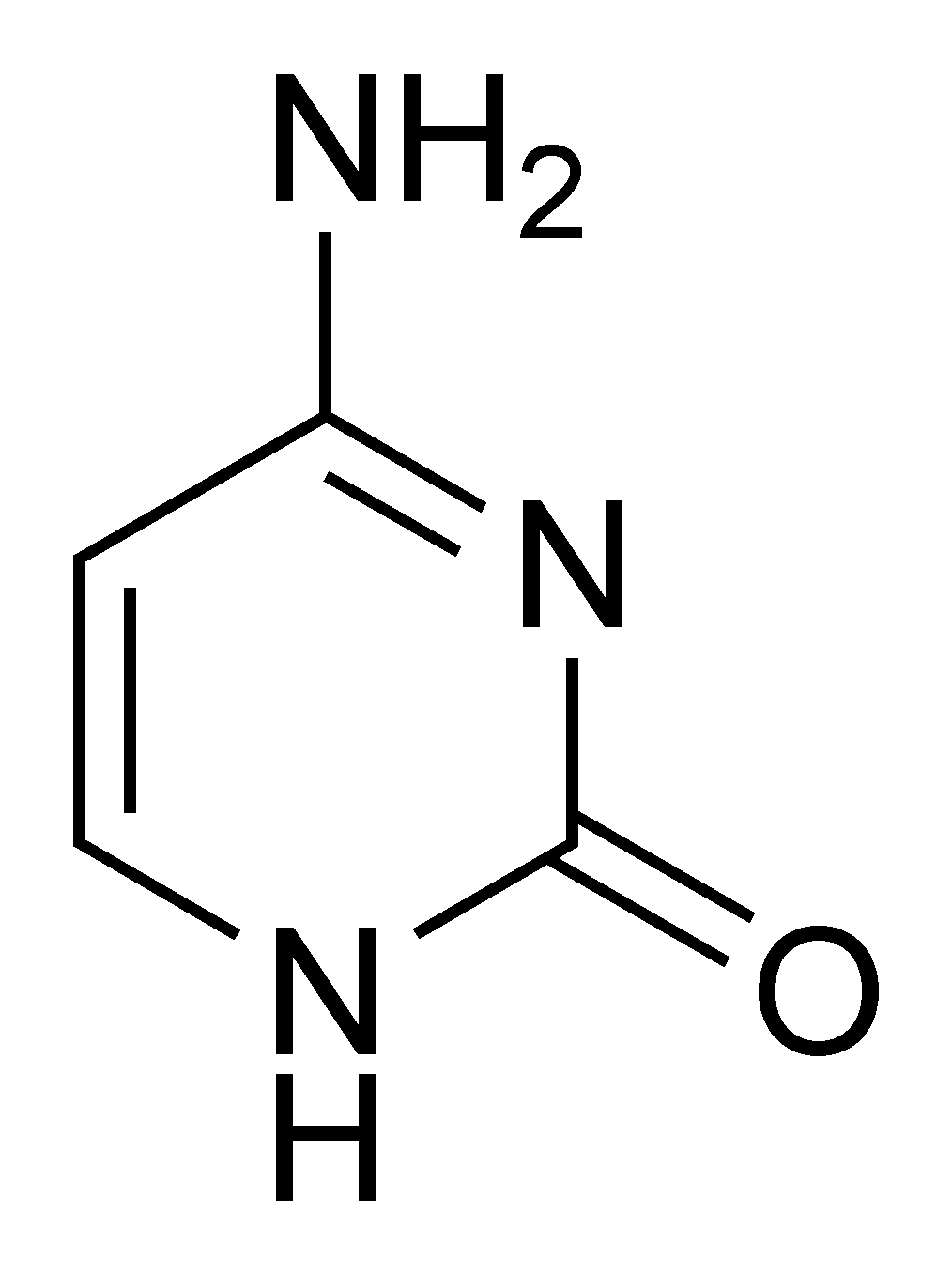
シトシン
メタルビタール